# Judith Silberfeld
Pour les articles homonymes, voir Silberfeld.
Judith Silberfeld (née le 28 avril 1971 à Paris) est une journaliste française, ancienne rédactrice en chef du magazine Têtu et du site internet Yagg, spécialisés dans les sujets LGBT, cofondé en 2008 avec Christophe Martet, Yannick Barbe (actuel directeur de rédaction de Têtu) et Xavier Héraud.

## Biographie

### Famille
Elle est la fille des journalistes Antoine Silber (né en 1947) et Martine Horovitz-Silber, la petite-fille de l'écrivain Jacques Silberfeld (1915-1991) et l'arrière petite-fille de l'économiste Armand Megglé (1889-1959)[réf. souhaitée]. 
Elle est la belle-fille de Catherine Belkhodja et de Rahmatou Keïta, et la demi-sœur de l'actrice Magaajyia Silberfeld. 
En juillet 2014, elle épouse Bénédicte Mathieu, journaliste au Monde.

### Carrière
Le 17 septembre 1982, elle est au lycée Carnot, pendant l'attentat contre la voiture du responsable de la sécurité de l’ambassade d'Israël en France, revendiqué par les Fractions armées révolutionnaires libanaises et l'Unité combattante Marcel Rayman d’Action directe. 
Élève au lycée Carnot, à Paris, de 1982 à 1989, elle étudie ensuite le droit à l'université de Nanterre puis à l'université de Strathclyde. 
Entre 2000 et 2007, elle est rédactrice en chef adjointe du mensuel LGBT Têtu. 
En 2004, elle est poursuivie en justice par Christian Jacob, ancien ministre de la Famille, mise en examen pour « injures publiques envers un membre du gouvernement » à la suite d'un article paru en 2002,,, et finalement relaxée. Elle attaque, elle, Sam Bourcier qui la qualifie de « lesbienne alibi de la rédaction de Têtu » composée en grande majorité d'hommes, et est déboutée. 
De 2008 à 2015, elle est rédactrice en chef de Yagg (magazine et réseau social) et en parallèle du blog Rainbow Warrior en partenariat avec Mediapart. 
En 2010, dans l'émission de Jean-Marc Morandini, sur Direct8, elle se confronte, au sujet du court-métrage Le Baiser de la Lune, au journaliste Robert Ménard, affirmant préférer avoir des enfants hétérosexuels. 
En 2013, elle fait partie du jury du prix Pierre Guénin[réf. nécessaire]. 
Elle quitte la rédaction en chef de Yagg en février 2016.